# Thorsten Hens

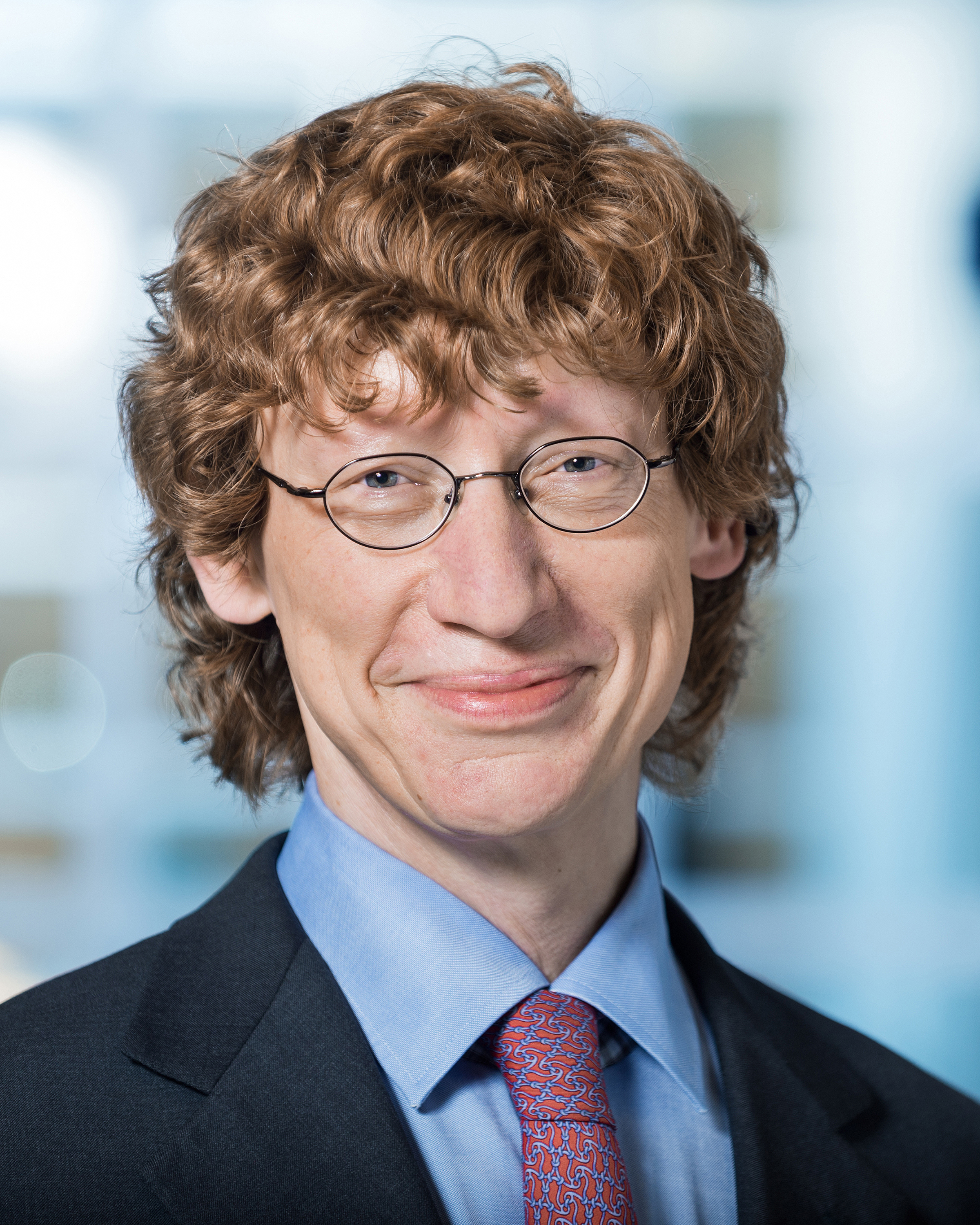
Thorsten Hens (2013)

Thorsten Hens (* 19. Dezember 1961 in Gevelsberg) ist ein deutsch-schweizerischer Ökonom. Er ist Professor für Wirtschaft am Swiss Finance Institute und am Institut für Banking und Finance (IBF) an der Universität Zürich. Neben seiner Professur in der Schweiz ist er außerordentlicher Professor für Finanzen an der Norwegischen Handelshochschule in Bergen, Norwegen. Er studierte an der Universität Bonn und am Département et Laboratoire d'Économie Théorique Appliquée (DELTA) in Paris, zudem unterrichtete er an der Stanford University und war Lehrstuhlinhaber an der Universität Bielefeld. Seine Forschungsgebiete sind unter anderem Finanzwirtschaft und Evolutionary Finance.
Im Handelsblatt-Betriebswirte-Ranking 2009 für den deutschsprachigen Raum wird Thorsten Hens, gemessen am Lebenswerk, auf Rang 27 geführt. In seiner Forschungsarbeit, wie Investoren ihre Entscheidungen fällen, benutzt Hens die Psychologie und die menschliche Biologie um die Dynamik auf dem Finanzmarkt erklären zu können. Seine Consulting-Erfahrungen beinhalten Behavioral Finance für Private Banking und Evolutionary Finance für Anlagenmanagement.
Er ist verheiratet und hat zwei Kinder.

## Bücher (Auswahl)
- Financial Economics: A concise Introduction to Classical and Behavioural Finance von Thorsten Hens und Marc O Rieger, Springer Verlag, Heidelberg, Deutschland (2010)
- Handbook of Financial Markets: Dynamics and Evolution von Thorsten Hens und Klaus Reiner Schenk-Hoppé, North Holland (2009), ISBN 978-0-12-374258-2
- Grundzüge der analytischen Mikroökonomie von Thorsten Hens und Paolo Pamini, Springer Verlag, Heidelberg, Deutschland (2008), ISBN 978-3-540-28157-3
- Behavioral Finance for Private Banking von Thorsten Hens und Kremena Bachmann, Wiley Finance (2008), ISBN 978-0-470-77999-6
- Grundzüge der analytischen Makroökonomie von Thorsten Hens und Carlo Strub, Springer Verlag, Heidelberg, Deutschland (2004), ISBN 3-540-20082-7
- General Equilibrium Foundations of Finance von Thorstens Hens und Beate Pilgrim, Kluwer Academic Publishers, Dordrecht, the Netherlands (2003)